# ناحیه بتگرام
ناحیه بتگرام (به انگلیسی: Battagram District) یک ناحیه در پاکستان است که در خیبر پختونخوا واقع شده‌است. ناحیه بتگرام ۱٬۳۰۱ کیلومتر مربع مساحت و ۴۷۶٬۶۱۲ نفر جمعیت دارد و ۱٬۰۳۸ متر بالاتر از سطح دریا واقع شده‌است.